# آیت بن حدو
آیت بن حدّو دژی یا کاخی است بر سر راه کاروان‌های پیشین، بین صحرای بزرگ آفریقا و مراکش. این منطقه به عنوان میراث جهانی از ۱۹۸۷ در سازمان یونسکو به ثبت رسیده‌است و دارای چندین قصبه زیباست که از بخت بد با هر طوفان بخشی از آن آسیب می‌بیند. هر چند که بیشتر ساکنان محلی بیرون از دژ زندگی می‌کنند، هنوز هم می‌توان ده خانواده را در درون کاخ دید.
شهر «ایت بن حدو» Ait-Ben-Haddou در دامنه‌های جنوبی کوه‌های بلند اطلس واقع شده و یکی از شگفت انگیزترین مناظر دست‌ساز بشری می‌باشد که در راستای دره‌ای در بیابان صخره‌ای مراکش واقع شده‌است. این شهر را به خاطر قصبه‌های آن Kasba (ساختمان‌های بلند) می‌شناسند که در کنار هم و پشت دیوارهای دفاعی شهر قرار گرفته و توسط برج‌هایی در گوشه‌ها تقویت گشته‌اند. چنین شهری با نام ksar (قصر) یا شهر مستحکم شناخته می‌شود. «ایت بن حدو» یکی از بهترین نمونه‌های قصر در معماری جنوب مراکش است.
بنابر باور افراد محلی، «ایت بن حدو» در سال ۷۵۷ پس از میلاد توسط بن حدو پایه‌گذاری شده، کسی که سنگ قبر او جایی پشت دیوارهای این شهر خفته‌است. هرچند، هیچ‌کدام از ساخت‌و‌سازهای شهر به قبل از قرن هفدهم میلادی بازنمی‌گردند (گرچه رد ساختار و تکنیک‌های مورد استفاده در آنها را می‌توان تا دوران‌های بسیار اولیه جست‌و‌جو نمود). این شهر در اصل در کنار یک مسیر بازرگانی بسیار مهم واقع شده بوده که ساحارا را به مراکش متصل می‌کرده‌است. از آنجا که تا قرن ۱۶ام میلادی تجارت در این مسیر کاهش یافته، این شهر کم‌کم از رونق افتاده و اهمیت خود را از دست داده‌است. امروز بیشتر ساکنان اصلی شهر به آن طرف رودخانه و یک روستای مدرن‌تر مهاجرت نموده‌اند که به جاده نیز نزدیک‌تر است.
زیبایی این سازه باعث شده لوکشین فیلم‌های معروف و زیادی باشد از جمله
- لورنس عربستان (۱۹۶۲)
- سودوم و گوموراه (۱۹۶۲)
- شاه اودیپ (۱۹۶۷)
- مردی که می‌خواست سلطان باشد (۱۹۷۵)
- عیسی (۱۹۷۹)
- راهزنان زمان (۱۹۸۱)
- گوهر نیل (۱۹۸۵)
- نورهای زنده (۱۹۸۷)
- آخرین وسوسه عیسی (۱۹۸۸)
- آسمان پناه دهنده (۱۹۹۰)
- کوندون (۱۹۹۷)
- باغ عدن (۱۹۹۸)
- مومیایی (۱۹۹۹)
- گلادیاتور (۲۰۰۰)
- اسکندر (۲۰۰۴)
- شاهزاده ایرانی (۲۰۱۰)
- ملکه صحرا (۲۰۱۵)

و همین‌طور اخیراً در سریال تلویزیونی «بازی تاج وتخت».
سال ۱۹۶۲ و هنگام فیلمبرداری فیلم Lawrence of Arabia در «ایت بن حدو» کارگردان دیوید لین بسیاری از خانه‌های در حال فروپاشی قصر را مرمت نمود. بعدها پس از به رسمیت شناخته شدن این مکان توسط یونسکو در سال ۱۹۸۷، بازسازی‌های دیگری صورت گرفت که حداقل بخش‌های جلویی شهر در وضعیت خوبی ظاهر شوند، البته ساختمان‌های واقع شده در قسمت پشتی همچنان احتیاج به توجه شدید دارند.

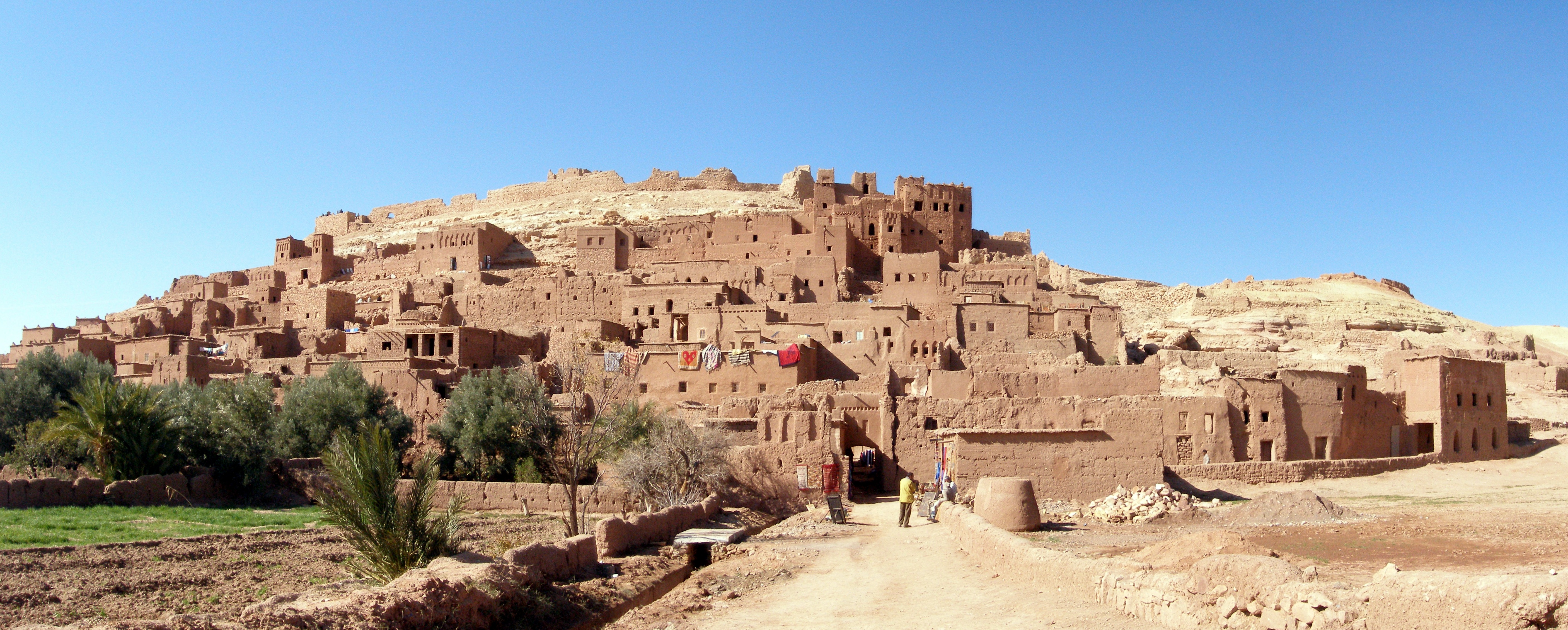
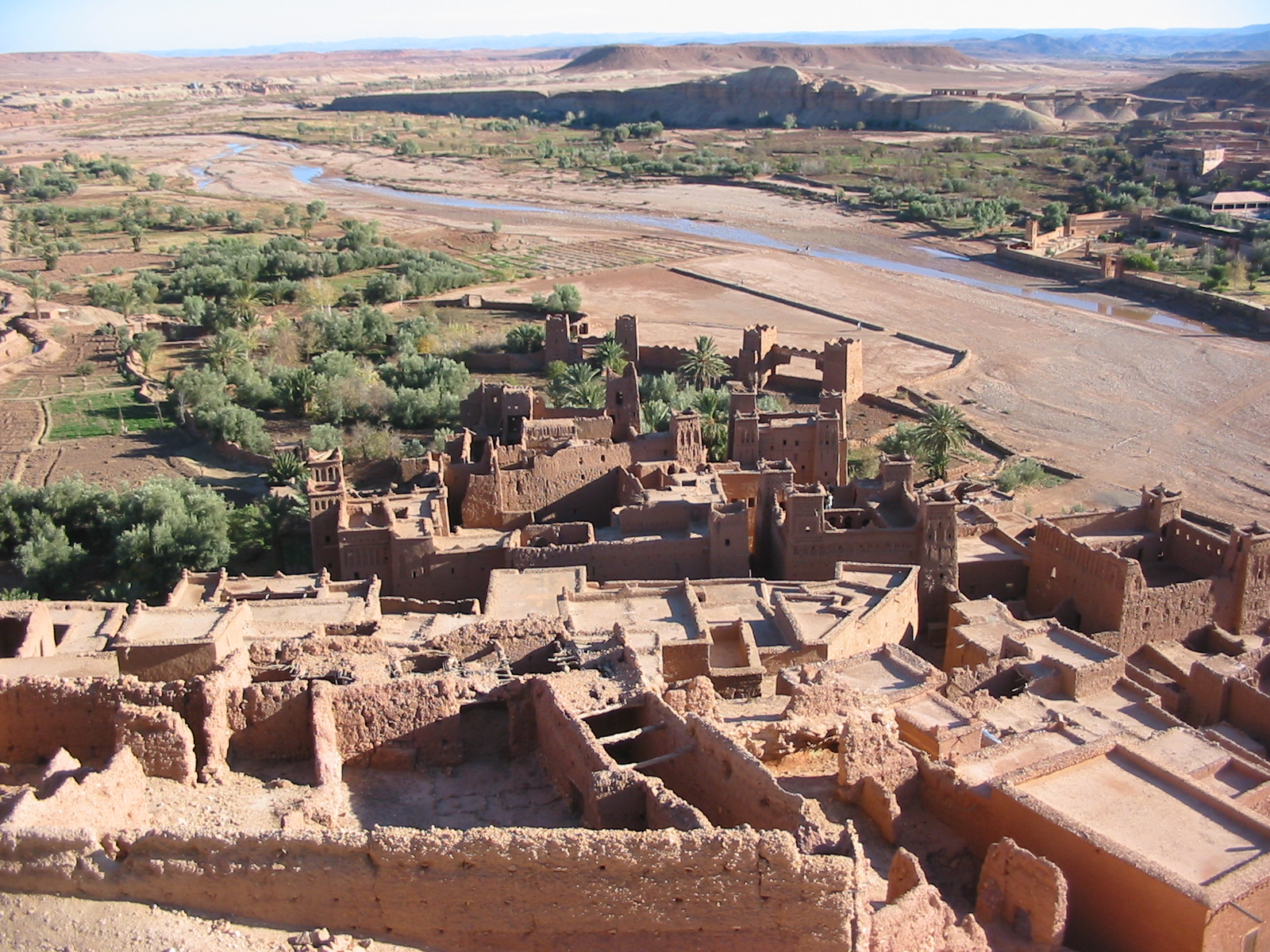
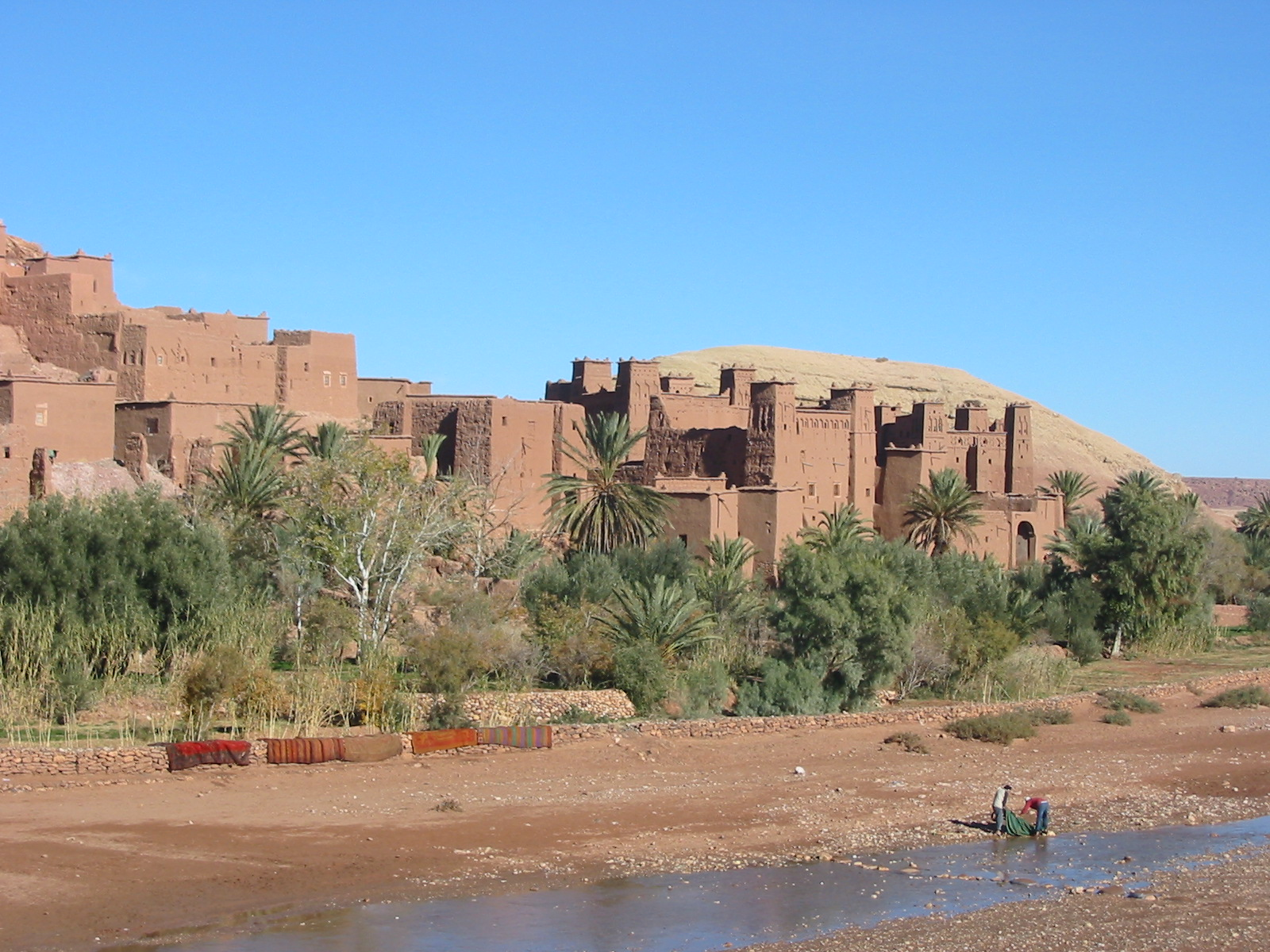
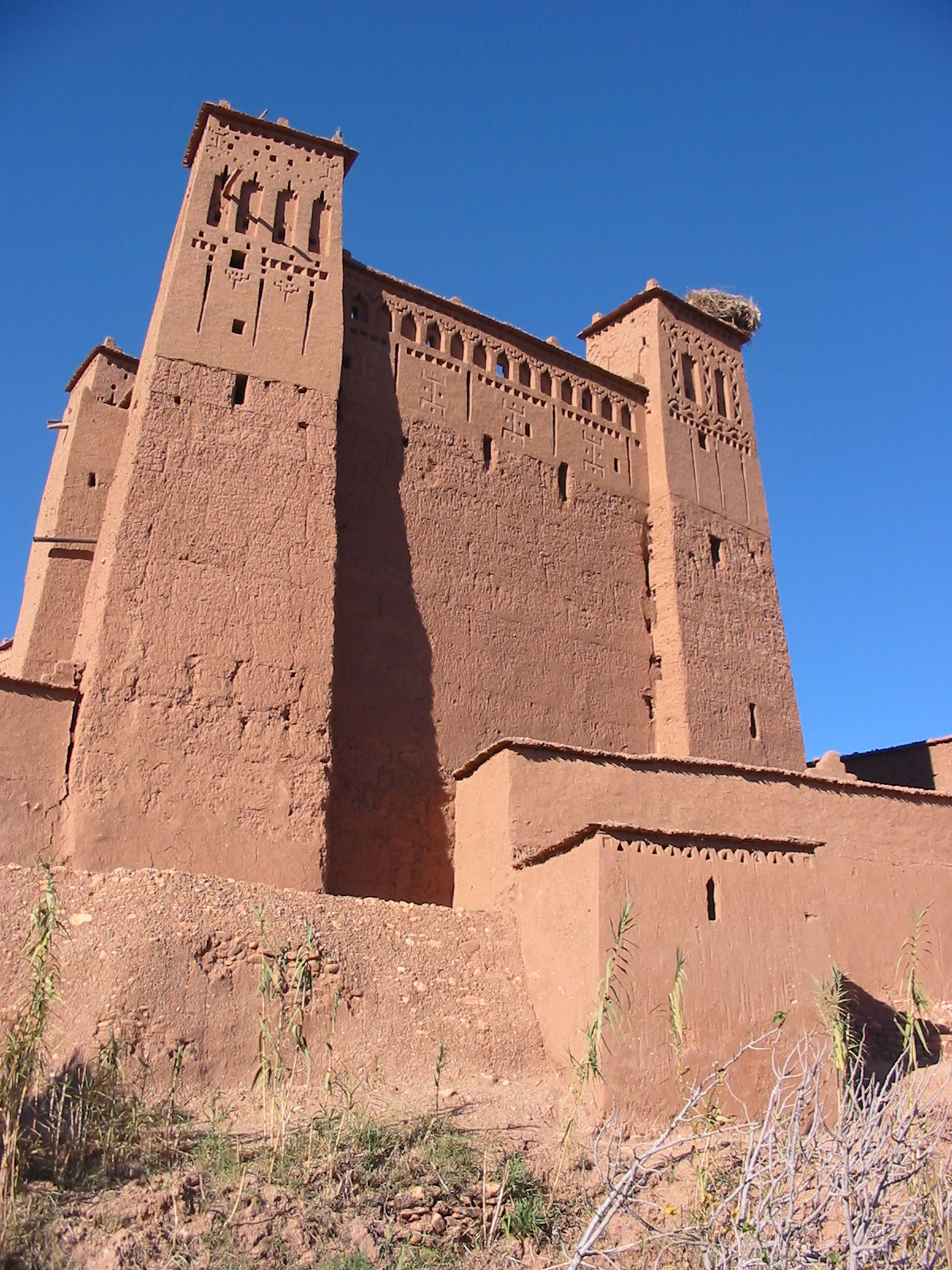
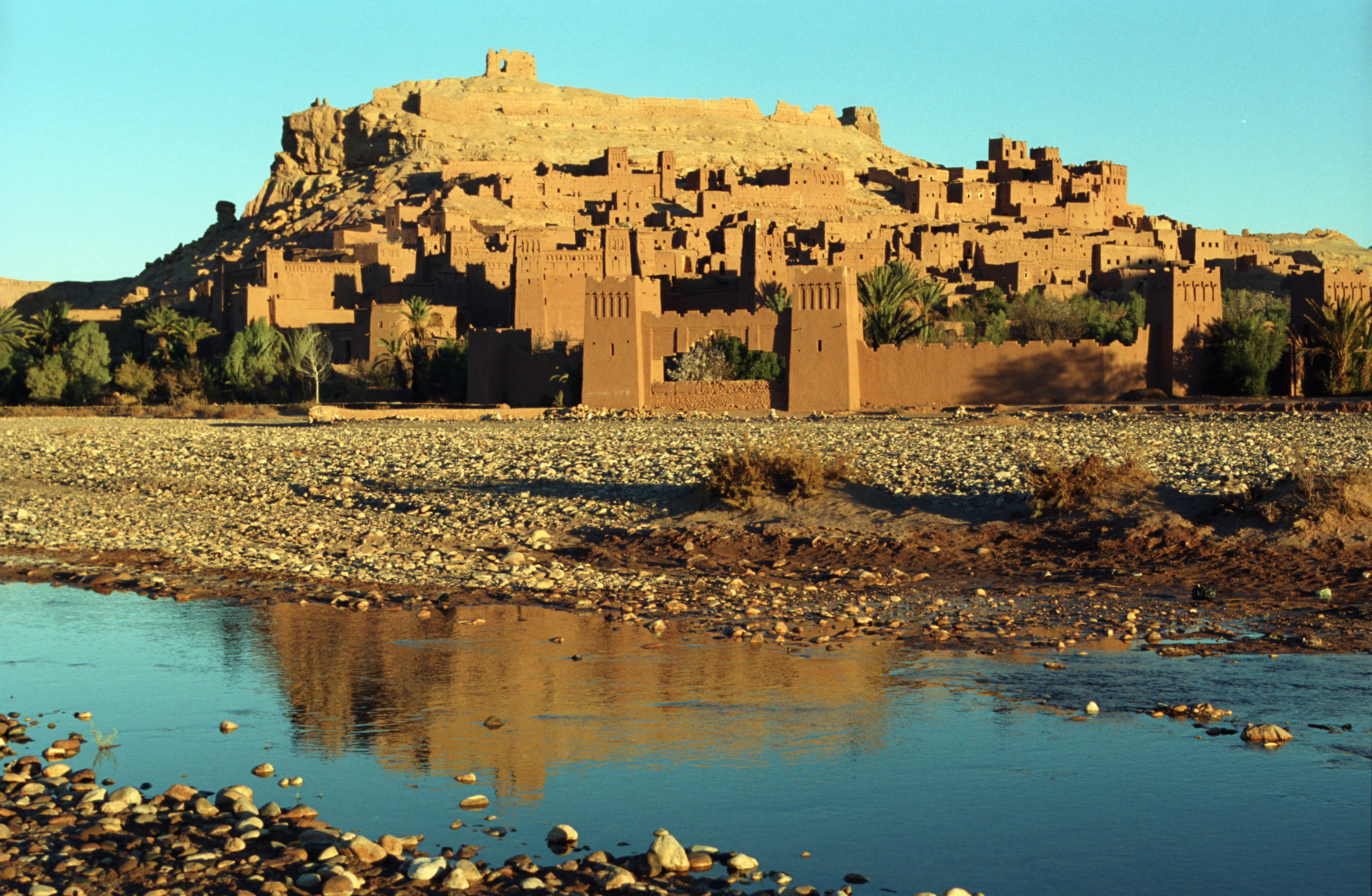
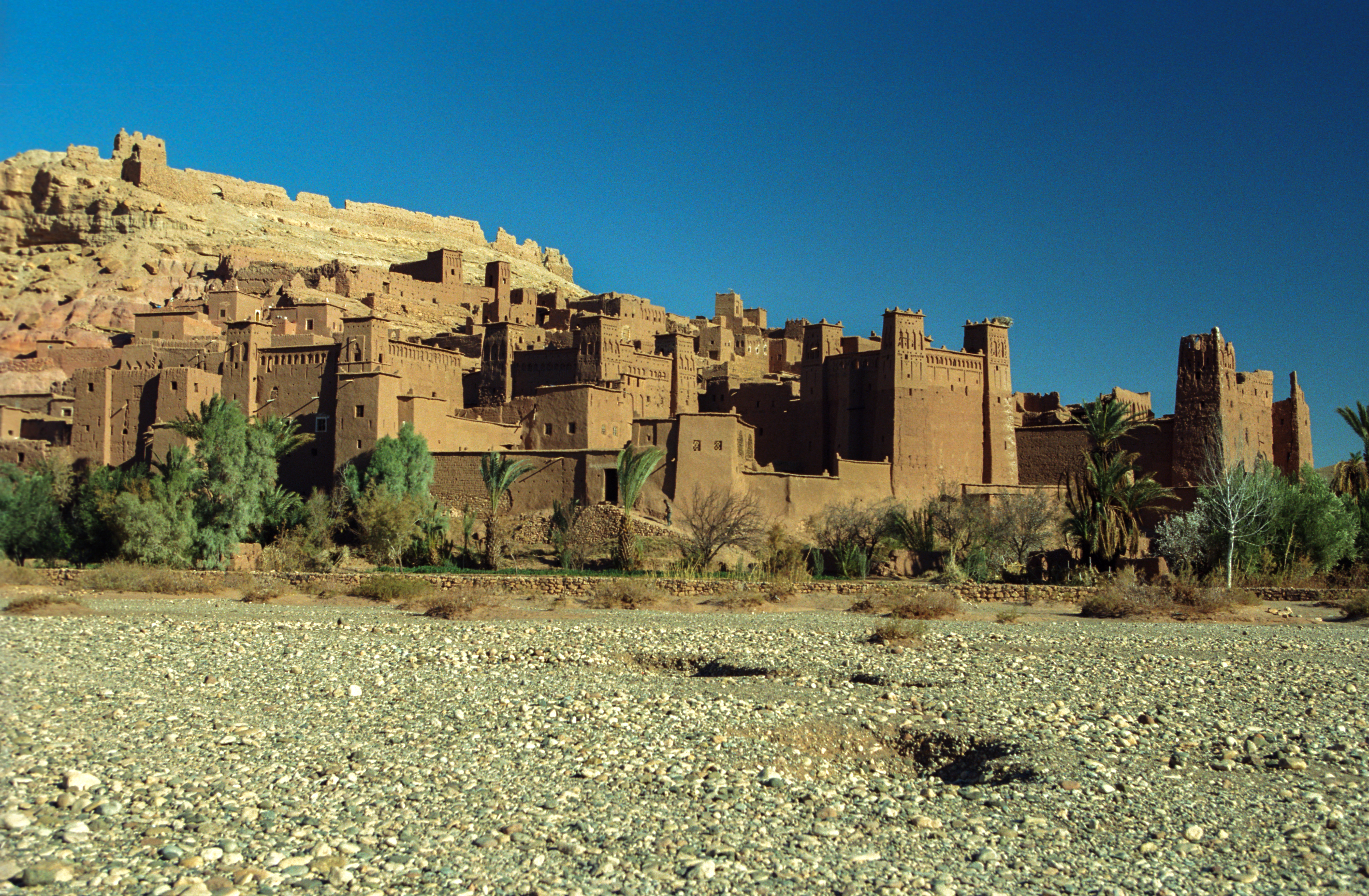
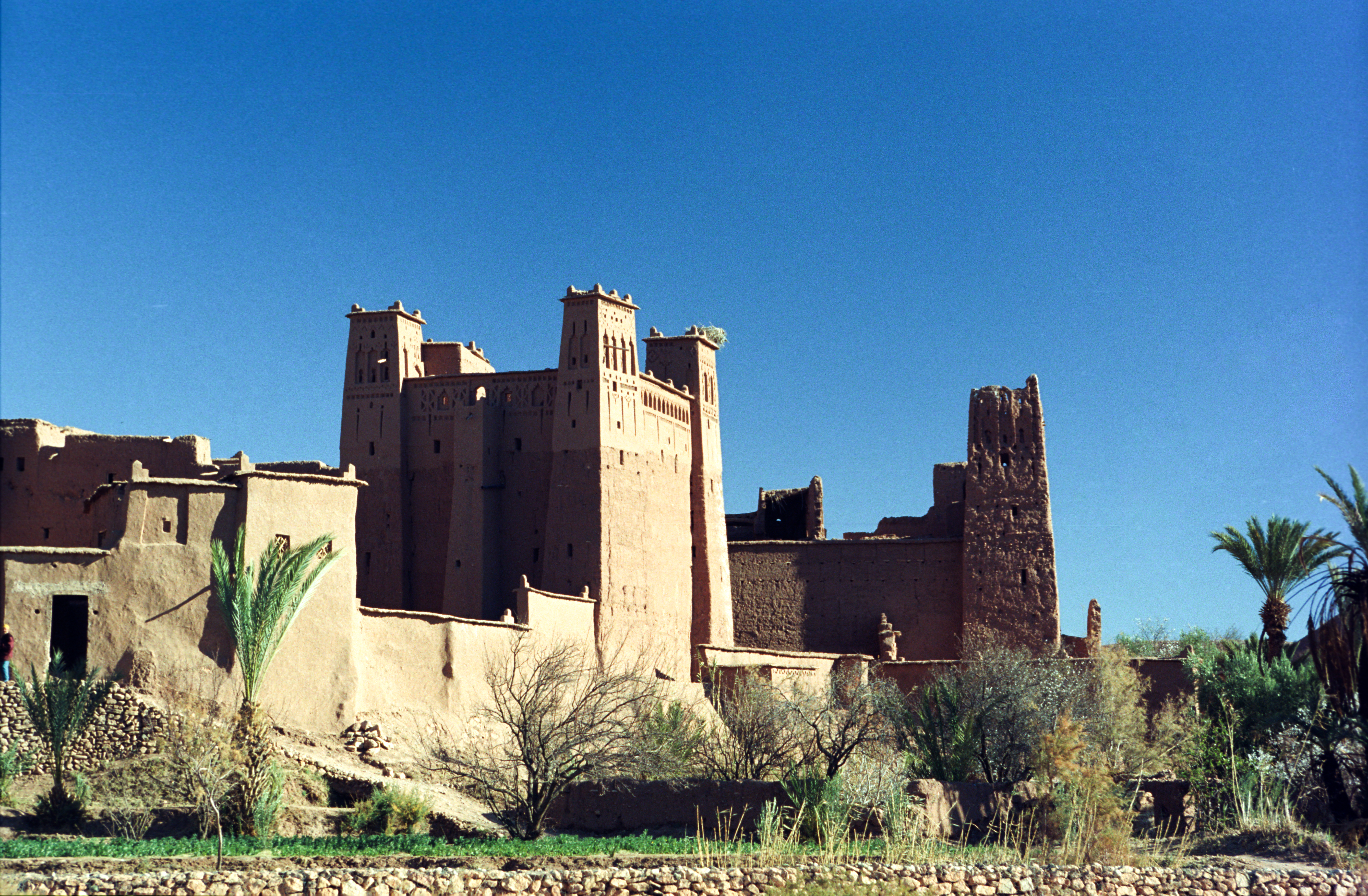
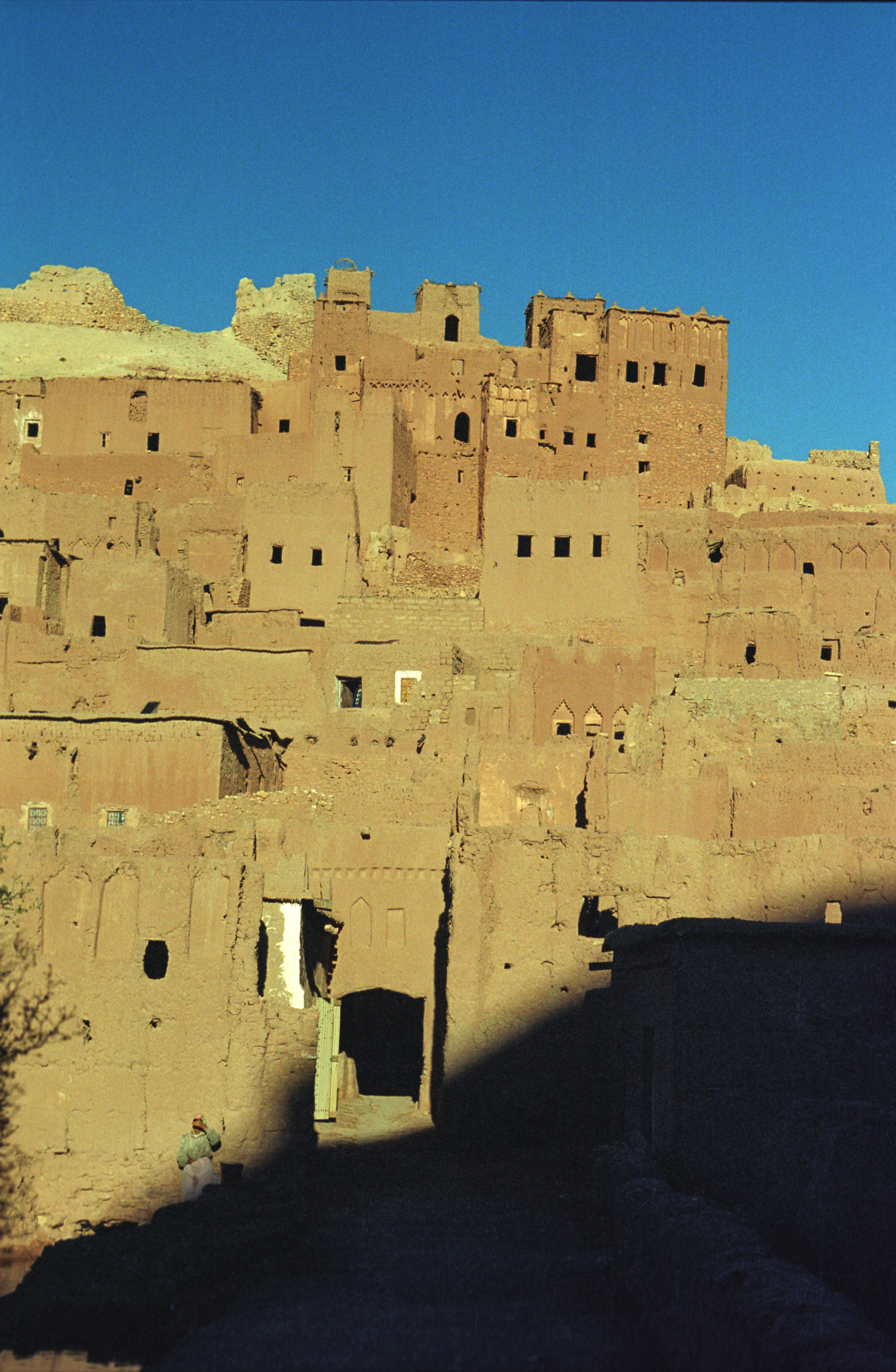
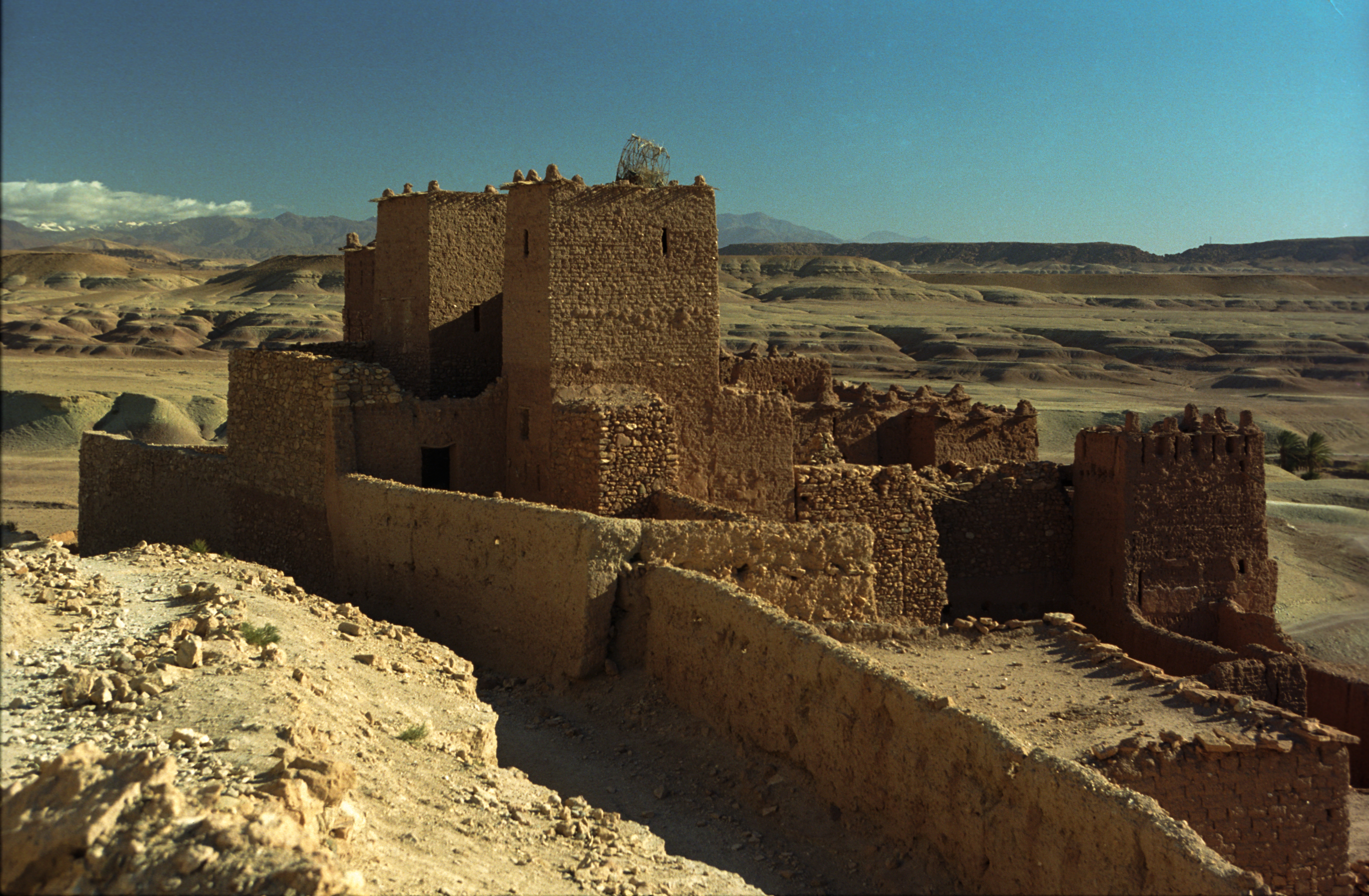
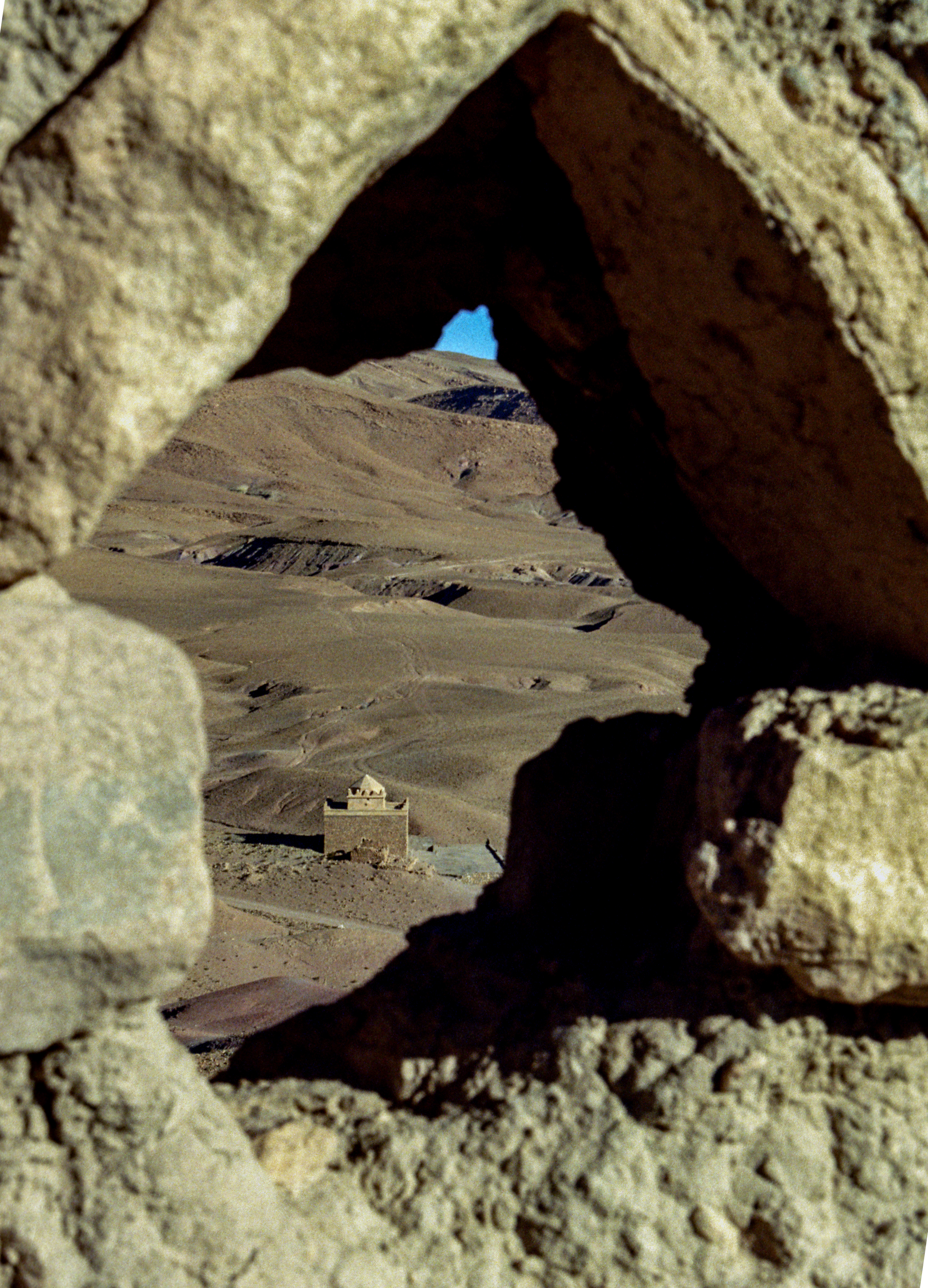